# Light Me Up
Pour l’article homonyme, voir Light Me Up (chanson de Gromee et Lukas Meijer).
Albums de The Pretty Reckless
Hit Me Like a Man
(Mars 2012)
Singles
1. Make Me Wanna Die
Sortie : 30 mars 2010
2. Miss Nothing
Sortie : 27 juillet 2010
3. Just Tonight
Sortie : 23 décembre 2010

Light Me Up est le premier album studio du groupe américain de rock alternatif The Pretty Reckless sorti le 10 septembre 2010.
Light Me Up se place comme un premier album souvent considéré comme « adolescent », chose qu'on peut expliquer par le fait que la chanteuse du groupe avait entre 15 et 16 ans lors de la création de l’album. Au niveau musical, les morceaux sont très grunge, parfois un peu pop. Ce n'est pas le cas du second album de The Pretty Reckless, nettement plus hard rock et aux thématiques sombres.
Les morceaux de Light Me Up sont musicalement assez classiques : de grosses guitares, une batterie au rythme puissant, une basse plutôt discrète (hormis dans le single Make Me Wanna Die), un peu de synthétiseur, une voix mise en avant ; l'album est généralement perçu comme très énergique. Le défaut principalement décrié de Light Me Up est le fait qu'il soit un « peu trop produit », ce que les membres du groupe ont d'ailleurs reconnu, expliquant qu'ils manquaient alors d'expérience scénique et de ce fait, ne jouaient pas alors comme un « vrai groupe ».
La chanson My Medicine, au thème psychédélique, est introduite par le bruit de Taylor Momsen fumant une cigarette : l'enregistrement de cette action était involontaire mais a finalement été conservé sur la version finale. Jenna Haze, amie du groupe, apparaît dans le clip de la chanson.
Le single Make Me Wanna Die a fait l'objet de plusieurs diffusions publiques, tel que lors d'un défilé de mode ou encore dans le générique du film Kick Ass.
Il existe une version explicite du clip de la chanson You, diffusée sur la plateforme Vimeo et non disponible sur Youtube, en raison de scène de nus. Cependant, c'est une doublure qui incarne Taylor Momsen, la chanteuse n'apparaît donc pas elle-même déshabillée. Quand le groupe a diffusé des images du tournage, la production leur a fait effacer.

## Liste des chansons
Toutes les paroles sont écrites par Taylor Momsen, Kato Khandwala et Ben Phillips.
| No  | Titre                | Durée |
| --- | -------------------- | ----- |
| 1.  | My Medicine          | 3:14  |
| 2.  | Since You're Gone    | 2:41  |
| 3.  | Make Me Wanna Die    | 3:55  |
| 4.  | Light Me Up          | 3:27  |
| 5.  | Just Tonight         | 2:48  |
| 6.  | Miss Nothing         | 3:13  |
| 7.  | Goin' Down           | 3:35  |
| 8.  | Nothing Left to Lose | 4:11  |
| 9.  | Factory Girl         | 3:31  |
| 10. | You                  | 3:32  |

## Certifications
| Pays              | Certification |
| ----------------- | ------------- |
| Royaume-Uni (BPI) | Or            |